# Viện kỹ thuật nhiệt Moscow
Viện kỹ thuật nhiệt Moscow-Moscow Institute of Thermal Technology (MITT; tiếng Nga: Акционерное общество «Корпорация Московский институт теплотехники», n.đ. 'JSC Corporation "Moscow Institute of Thermal Technology"') là một viện nghiên cứu của Nga thành lập từ ngày 13 tháng 5 năm 1946. Trụ sở của viện đặt tại quận Otradnoye phía Bắc Moscow.
Trước đây, Viện tập trung vào công tác nghiên cứu phát triển tên lửa đạn đạo và rocket. Ngày nay Viện tham gia vào các dự án dân sự và tiến hành sửa đổi các tên lửa đạn đạo liên lục địa thành tên lửa đẩy phóng vệ tinh.
Tên của viện đầy đủ là Viện thiết bị nhiệt Moscow.

## Lịch sử
Ngày 19 tháng 4 năm 1945 Ủy ban Quốc phòng Nhà nước ban hành sắc lệnh №8206 thành lập một phòng thiết kế vũ khí và một nhà máy thử nghiệm tên lửa. Theo nghị quyết này, năm 1945 đã thành lập Cục Thiết kế Trung ương GTSKB-1 tích cực thu thập tài liệu công nghệ tên lửa của Đức.
Một nghị định của Hội đồng Bộ trưởng Liên Xô №1017-419ss ban hành ngày 13 tháng 5 năm 1946 chỉ đạo Bộ Kỹ thuật Nông nghiệp thành lập một Viện nghiên cứu tên lửa đẩy dựa trên GTSKB-1. Từ đây, lịch sử của viện kỹ thuật nhiệt bắt đầu.
Năm 1966, Viện được chuyển giao cho Bộ Công nghiệp Quốc phòng quản lý. Vào tháng 3 năm 1966, Viện NII-1 được đổi tên như hiện nay. Aleksandr Nadiradze là tổng công trình sư thiết kế của Viện từ năm 1967 đến 1987.
Vào tháng 7 năm 2009, Tổng giám đốc kiêm thiết kế trưởng Yuri Solomonov đã phải từ chức sau vụ phóng thử nghiệm thất bại ngày 15 tháng 7 năm 2009 của SLBM Bulava do MITT thiết kế. Solomonov từ chức Tổng giám đốc vào ngày 21 tháng 7 năm 2009, 6 ngày sau cuộc kiểm tra.

## Cơ cấu
Công ty cổ phần Kỹ thuật nhiệt bao gồm những công ty con sau:
- TSNIISM
- Trung tâm Nghiên cứu và Sản xuất Liên bang Altai
- Nhà máy cơ khí Votkinsk
- Trung tâm Nghiên cứu và Sản xuất Liên bang Titan Barrikady
- Nhà máy động cơ Izhevsk Axion-Holding

## Tên lửa do viện thiết kế
- Start-1
- RPK-9 Medvedka
- TR-1 Temp
- SS-16 Sinner
- RT-2PM Topol
- RT-2PM2 Topol-M
- RS-24 Yars
- RSM-56 Bulava
- BZhRK Barguzin
- RS-26 Rubezh

## Link ngoài
- Official website
- Russia: Moscow Institute of Thermal Technology from Nuclear Threat Initiative.
- Opinion & analysis Russia's ICBM design firm: looking back at a dramatic 60-year story.
- Thermal Technology.